# Bezvremenska Adaline (2015.)
Bezvremenska Adaline, američki romantično-fantastični film iz 2015. godine. 

## Sažetak
Film o ženi koja je prestala stariti. Adaline Bowman rodila se 1908. godine na Novu godinu. Udala se, rodila djevojčicu. Suprug joj je poginuo u tragičnoj nesreći te je ostala udovicom. Godinama poslije imala je sama prometnu nesreću. Bilo je 1937. godine, kad je poginula u ledenom jezeru. No udario ju je grom i to ju je oživilo. Otad više nije starila i stalno je fizički imala izgled od tog dana, kad je imala 29 godina.